# 키네스코프

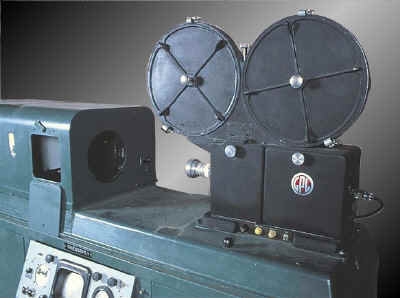
상단에 영화 카메라가 부착되고 코닥 공학이 채용된 PA-302 General Precision Laboratories 키네스코프

키네스코프(Kinescope)는 비디오 모니터의 화면에 직접적으로 초점이 맞춰진 렌즈를 통해 영화 필름에 텔레비전 프로그램을 녹화하는 것을 뜻한다. 이 과정은 상업용 방송 품질 비디오테이프의 선구자로서 동영상의 보존, 재방송, 텔레비전 프로그램 판매를 위해 1940년대에 개발됐다.
이 단어는 일반적으로 그 과정 자체를 뜻하거나, 과정에 쓰이는 장비를 뜻하거나, 과정을 통해 제작된 필름을 뜻한다. 1956년에 비디오테이프가 발명되기 전까지 실황방송을 보존하기 위한 유일한 수단이었다.
키네스코프라는 말은 원래 발명가 블라디미르 K. 즈보리킨이 1929년 명명한 브라운관 텔레비전 수신기를 뜻했다. 고로 녹화본은 키네스코프 필름(kinescope films) 또는 키네스코프 레코딩(kinescope recordings)으로 지칭되었다. 1932년 RCA가 이름에 대한 상표권을 획득, 1950년 퍼블릭 도메인으로 공개했다.